# Funkcja tworząca
Funkcja tworząca (funkcja generująca) {\displaystyle G(x)} dla ciągu {\displaystyle (g_{n})=(g_{0},g_{1},g_{2},\ldots )} jest zdefiniowana jako
{\displaystyle G(x)=\sum _{n=0}^{\infty }g_{n}x^{n}.}
Ciąg {\displaystyle (g_{n})} może być w szczególnym przypadku ciągiem liczbowym (wartości są liczbami naturalnymi, jak to się dzieje, gdy odpowiada on zliczaniu obiektów kombinatorycznych, rzeczywistymi, zespolonymi) jednak w ogólności jego wartości mogą być inne (np. funkcje).
Tymczasem jednomiany {\displaystyle x^{n}} mogą być rozpatrywane jako wyrazy pierścienia szeregu formalnego (gdy interesują nas wyłącznie algebraiczne właściwości funkcji tworzącej) albo liczby (rzeczywiste lub zespolone).

## Zastosowania
Funkcje tworzące wykorzystywane są w wielu różnych działach matematyki. Jednym z najważniejszych ich zastosowań jest przydatność do rozwiązywania równań rekurencyjnych. Bardzo dobrym przykładem stosowanych technik jest wyprowadzenie wzoru na {\displaystyle n}-ty wyraz ciągu Fibonacciego.
Częstym zastosowaniem funkcji tworzących jest zliczanie pewnych obiektów kombinatorycznych. Klasyczną metodą jest ułożenie najpierw równania rekurencyjnego na zliczane obiekty, a potem rozwiązanie go z użyciem funkcji tworzących. Przykładem takiego rozumowania jest m.in. wyprowadzenie wzoru na liczby Catalana.
Funkcje tworzące stosuje się również do opisu szeregów funkcji, np. wielomianów Hermite’a.

## Przykłady

### Ciąg jedynek i ciąg liczb naturalnych
Funkcją tworzącą ciągu złożonego z samych jedynek
{\displaystyle \left(1,1,1,\ldots \right)}
jest funkcja
{\displaystyle G(x)=\sum _{n=0}^{\infty }x^{n}={\frac {1}{1-x}}.}
Przykład ten jest ilustracją bardzo ważnego założenia w teorii funkcji tworzących, mianowicie – ze względu na to, że szeregi w funkcjach tworzących są tylko szeregami formalnymi, to aspekt zbieżności jest z tego punktu widzenia nieistotny. Powyższy szereg jest zbieżny tylko dla {\displaystyle |x|<1.}
Funkcją tworzącą ciągu kolejnych liczb naturalnych {\displaystyle (1,2,3,\ldots )} jest funkcja
{\displaystyle G(x)=\sum _{n=0}^{\infty }(n+1)x^{n}={\frac {1}{(1-x)^{2}}}.}
Dzieje się tak, gdyż
{\displaystyle \sum _{n=0}^{\infty }(n+1)x^{n}=\sum _{n=0}^{\infty }{\frac {d}{dx}}x^{n+1}={\frac {d}{dx}}\sum _{n=0}^{\infty }x^{n+1}={\frac {d}{dx}}\left({\frac {x}{1-x}}\right)={\frac {1}{(1-x)^{2}}}.}

### Dwumian Newtona
Funkcją tworzącą dwumianu Newtona {\displaystyle {\tbinom {n}{k}}} (ze względu na {\displaystyle k,} przy ustalonym {\displaystyle n}) jest
{\displaystyle G_{n}(x)=(1+x)^{n}.}
Można rozważać funkcje tworzące od dwóch zmiennych. W szczególności potraktujmy powyższe wyrażenia jako ciąg, z którego chcemy uzyskać funkcję tworzącą
{\displaystyle G(x,y)=\sum _{n=0}^{\infty }(1+x)^{n}y^{n}={\frac {1}{1-y(1+x)}}.}

### Liczby Fibonacciego
Ciąg Fibonacciego określony jest wzorem rekurencyjnym
{\displaystyle {\begin{cases}F_{0}=0\\F_{1}=1\\F_{n}=F_{n-1}+F_{n-2}{\mbox{ dla }}n\geq 2.\end{cases}}}
Niech {\displaystyle F(x)} będzie funkcją tworzącą tego ciągu, wtedy
{\displaystyle F(x)=\sum _{n=0}^{\infty }F_{n}x^{n}=F_{0}x^{0}+\sum _{n=1}^{\infty }F_{n}x^{n}=\sum _{n=1}^{\infty }F_{n}x^{n}.}
Zauważmy, że
{\displaystyle F(x)=\sum _{n=1}^{\infty }F_{n}x^{n}=F_{1}x^{1}+\sum _{n=2}^{\infty }(F_{n-1}+F_{n-2})x^{n}.}
teraz wyciągnijmy {\displaystyle x} w odpowiedniej potędze przed znak sumy i otrzymamy
{\displaystyle F(x)=F_{1}x+x\sum _{n=2}^{\infty }(F_{n-1}x^{n-1})+x^{2}\sum _{n=2}^{\infty }(F_{n-2}x^{n-2}),}
a jak już zauważyliśmy {\displaystyle \sum _{n=0}^{\infty }F_{n}x^{n}=\sum _{n=1}^{\infty }F_{n}x^{n},} stąd mamy
{\displaystyle F(x)=F_{1}x+x\sum _{n=1}^{\infty }(F_{n}x^{n})+x^{2}\sum _{n=0}^{\infty }(F_{n}x^{n})=x+xF(x)+x^{2}F(x).}
Po przekształceniu otrzymamy:
{\displaystyle F(x)={\frac {x}{1-x-x^{2}}}.}
Wielomian {\displaystyle 1-x-x^{2}} ma dwa pierwiastki {\displaystyle x_{1}={\tfrac {-{\sqrt {5}}-1}{2}},x_{2}={\tfrac {{\sqrt {5}}-1}{2}}.} Funkcję {\displaystyle F(x)} można więc zapisać w następujący sposób:
{\displaystyle F(x)={\frac {x}{({\tfrac {x}{x_{1}}}-1)({\tfrac {x}{x_{2}}}-1)}},}
Przyjmując {\displaystyle \lambda _{1}={\tfrac {1}{x_{1}}},\lambda _{2}={\tfrac {1}{x_{2}}}} otrzymujemy po uprzednim rozkładzie na ułamki proste:
{\displaystyle F(x)={\frac {x}{(1-\lambda _{1}x)(1-\lambda _{2}x)}}={\frac {1}{\sqrt {5}}}\left({\frac {1}{1-\lambda _{1}x}}-{\frac {1}{1-\lambda _{2}x}}\right)={\frac {1}{\sqrt {5}}}\left(\sum _{n=0}^{\infty }x^{n}\lambda _{1}^{n}-\sum _{n=0}^{\infty }x^{n}\lambda _{2}^{n}\right)=\sum _{n=0}^{\infty }\left({\frac {1}{\sqrt {5}}}(\lambda _{1}^{n}-\lambda _{2}^{n})\right)x^{n}.}
Stąd szukany {\displaystyle n}-ty wyraz można zapisać z pominięciem rekurencji:
{\displaystyle F_{n}={\frac {1}{\sqrt {5}}}(\lambda _{1}^{n}-\lambda _{2}^{n})={\frac {1}{\sqrt {5}}}\left(\left({\frac {1+{\sqrt {5}}}{2}}\right)^{n}-\left({\frac {1-{\sqrt {5}}}{2}}\right)^{n}\right).}

## Operacje związane z funkcjami tworzącymi
- Kombinacja liniowa:

{\displaystyle \alpha \sum \limits _{n=0}^{\infty }a_{n}x^{n}+\beta \sum \limits _{n=0}^{\infty }b_{n}x^{n}=\sum \limits _{n=0}^{\infty }(\alpha a_{n}+\beta b_{n})x^{n}}
- Przesunięcie:

{\displaystyle x^{m}\sum \limits _{n=0}^{\infty }a_{n}x^{n}=\sum \limits _{n=m}^{\infty }a_{n-m}x^{n}}
- Mnożenie przez liczbę:

{\displaystyle c\cdot A(x)=\sum \limits _{n=0}^{\infty }(ca_{n})x^{n},\;c\in \mathbb {C} }
- Mnożenie:

{\displaystyle \sum \limits _{n=0}^{\infty }a_{n}x^{n}\cdot \sum \limits _{n=0}^{\infty }b_{n}x^{n}=\sum \limits _{n=0}^{\infty }c_{n}x^{n},} gdzie {\displaystyle c_{n}=\sum \limits _{k=0}^{n}a_{k}b_{n-k}}
- Różniczkowanie:

{\displaystyle (A(x))'=\sum \limits _{n=0}^{\infty }na_{n}x^{n-1}}
- Całkowanie:

{\displaystyle \int \limits _{0}^{x}A(t)\;dt=\sum \limits _{n=1}^{\infty }{\frac {1}{n}}a_{n-1}x^{n}}

## Modyfikacje
Czasem okazuje się, że wygodniejsze do rozważania są pewne modyfikacje funkcji tworzących. Jedną z bardziej znanych są wykładnicze funkcje tworzące. Wykładniczą funkcję tworzącą dla ciągu liczb {\displaystyle \left(g_{0},g_{1},g_{2},\ldots \right)} definiuje się jako funkcję
{\displaystyle G(x)=\sum _{n=0}^{\infty }g_{n}{\frac {x^{n}}{n!}}.}
Rozważane są także funkcje tworzące Dirichleta zdefiniowane dla powyższego ciągu jako
{\displaystyle G(x)=\sum _{n=1}^{\infty }{\frac {g_{n}}{n^{x}}}.}
Przykładowo funkcją tworzącą Dirichleta dla ciągu {\displaystyle \left(1,1,1,\ldots \right)} jest znana funkcja dzeta Riemanna.

## Funkcje tworzące znanych ciągów
- Funkcja tworząca ciągu liczb Stirlinga I rodzaju:

{\displaystyle \sum _{n\geqslant 0}\left[{\begin{matrix}n\\m\end{matrix}}\right]x^{n}={\frac {x^{m}}{(1-x)(1-2x)\ldots (1-mx)}}}
- Funkcja tworząca ciągu liczb Stirlinga II rodzaju:

{\displaystyle \sum _{n\geqslant 0}\left\{{\begin{matrix}n\\m\end{matrix}}\right\}x^{n}=x(x+1)\ldots (x+m-1)=x^{\bar {m}}}
- Wykładnicza funkcja tworząca ciągu liczb Bernoulliego:

{\displaystyle \sum _{n\geqslant 0}B_{n}{\frac {x^{n}}{n!}}={\frac {x}{e^{x}-1}}}